# Kollumerland en Nieuwkruisland
Kollumerland en Nieuwkruisland (frizonă Kollumerlân) sau prescurtat și oficial Kollumerland c.a. (unde c.a. înseamnă cum annexis în latină, însemnând cu anexe) este o comună în provincia Frizia, Țările de Jos. 

## Localități componente
Augsbuurt, Burum, Kollum, Kollumerpomp, Kollumerzwaag, Munnekezijl, Oudwoude, Triemen, Veenklooster, Warfstermolen, Westergeest, Zwagerbosch.